# 馬克岩
66°5′S 65°47′W / 66.083°S 65.783°W
馬克岩（英語：Marker Rock）是南極洲的岩石，位於葛拉漢地的葛拉漢海岸，處於特納鮑特島西北面3公里，屬於塞佛里群島的一部分，由英國探險隊繪入地圖，現時由南極條約體系管理。